# Monnetier-Mornex
Monnetier-Mornex ist eine französische Gemeinde im Département Haute-Savoie in der Region Auvergne-Rhône-Alpes.

## Geographie
Monnetier-Mornex liegt auf 600 m, etwa vier Kilometer südlich von Annemasse und acht Kilometer südöstlich der Stadt Genf (Luftlinie). Die Doppelgemeinde erstreckt sich an erhöhter Lage an den Osthängen des Salève und des Petit Salève, westlich des unteren Arvetals, in der Nähe der Grenze zur Schweiz.
Die Fläche des 11,40 km² großen Gemeindegebiets umfasst einen Abschnitt im unteren Arvetal. Die östliche Grenze verläuft entlang der Arve respektive ihres linken Zuflusses Viaison. Beide Gewässer sind tief in das Gelände der Umgebung eingeschnitten. Von diesen Flussläufen erstreckt sich das Gemeindeareal westwärts über den Mont Gosse (631 m) und den Hang von Esserts bis auf die Höhen des Petit Salève (899 m) und des Salève, auf dessen Nordostabdachung mit 1265 m die höchste Erhebung von Monnetier-Mornex erreicht wird. Zwischen dem Grand Salève und dem Petit Salève befindet sich der Taleinschnitt von Monnetier, der durch die Erosionskraft eines vorzeitlichen Laufs der Arve geschaffen wurde. Die nordwestliche Gemeindegrenze verläuft entlang dem Steilhang an der gegen Genf gerichteten Seite des Salève.

### Gemeindegliederung
Die Gemeinde Monnetier-Mornex besteht aus folgenden Orts- und Siedlungsteilen:
- Monnetier (695 m) im charakteristischen Taleinschnitt zwischen Grand Salève und Petit Salève
- Baugé (660 m) am östlichen Rand des Taleinschnitts von Monnetier
- Mornex (520 m) am Südhang des Mont Gosse über dem Tal des Viaison
- Bas Mornex (495 m) am Osthang des Mont Gosse über dem Tal der Arve
- Esserts-Salève (590 m) am östlichen Hangfuß des Salève über der Talniederung des Viaison
- Naz (600 m) am östlichen Hangfuß des Salève

Nachbargemeinden von Monnetier-Mornex sind Étrembières im Norden, Arthaz-Pont-Notre-Dame und Reignier-Ésery im Osten, La Muraz im Süden sowie Bossey im Westen.

## Geschichte

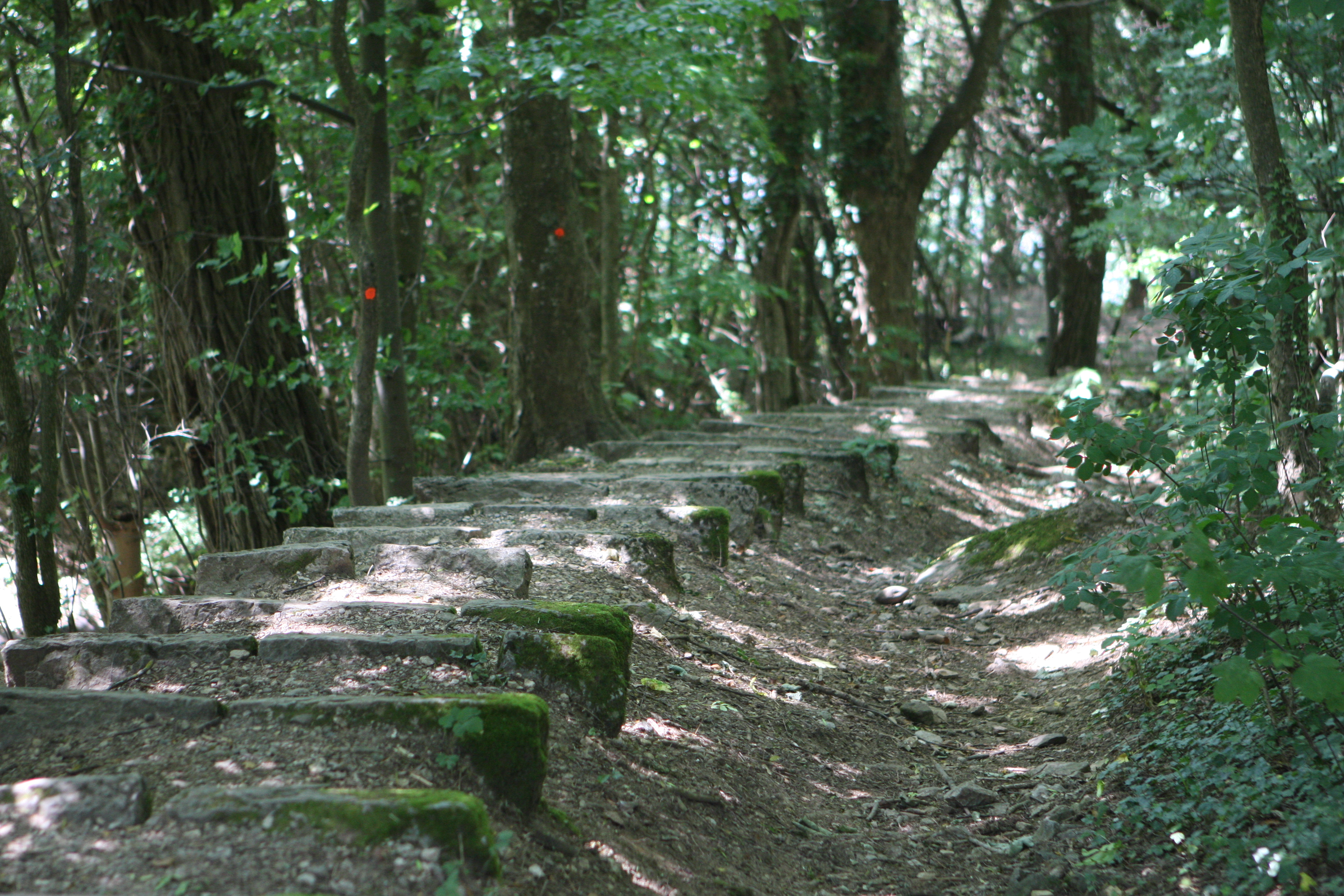
Wanderweg auf der alten Zahnradbahntrasse von Monnetier hinunter nach Le Pas de l’Échelle

Verschiedene Funde weisen darauf hin, dass das Gemeindegebiet von Monnetier-Mornex bereits im Neolithikum, in der Bronzezeit und während der Römerzeit besiedelt war. Schon die Kelten betrieben Eisenabbau am Fuß des Salève.
Seit dem 10. Jahrhundert war das Gebiet den Bischöfen von Genf, später den Grafen von Genf unterstellt. Monnetier und Mornex (im Mittelalter Mornacum oder Mornay) wurden im 12. Jahrhundert erwähnt. Sowohl in Mornex als auch in Monnetier befand sich je ein Schloss. 1659 kamen die Ortschaften an Savoyen und teilten von dieser Zeit an dessen Schicksal. Gegen Ende des 19. Jahrhunderts entwickelte sich Monnetier zu einem Luftkurort mit verschiedenen Hotels. 1974 wurde Esserts-Salève nach Monnetier-Mornex eingemeindet.
Von Mitte Juni bis Mitte August 1856 weilte der Komponist Richard Wagner in Mornex. Zwischen 1893 und 1937 wurde die Ortschaft von der weltweit ersten elektrischen Zahnradbahn Chemin de fer du Salève bedient.

## Sehenswürdigkeiten

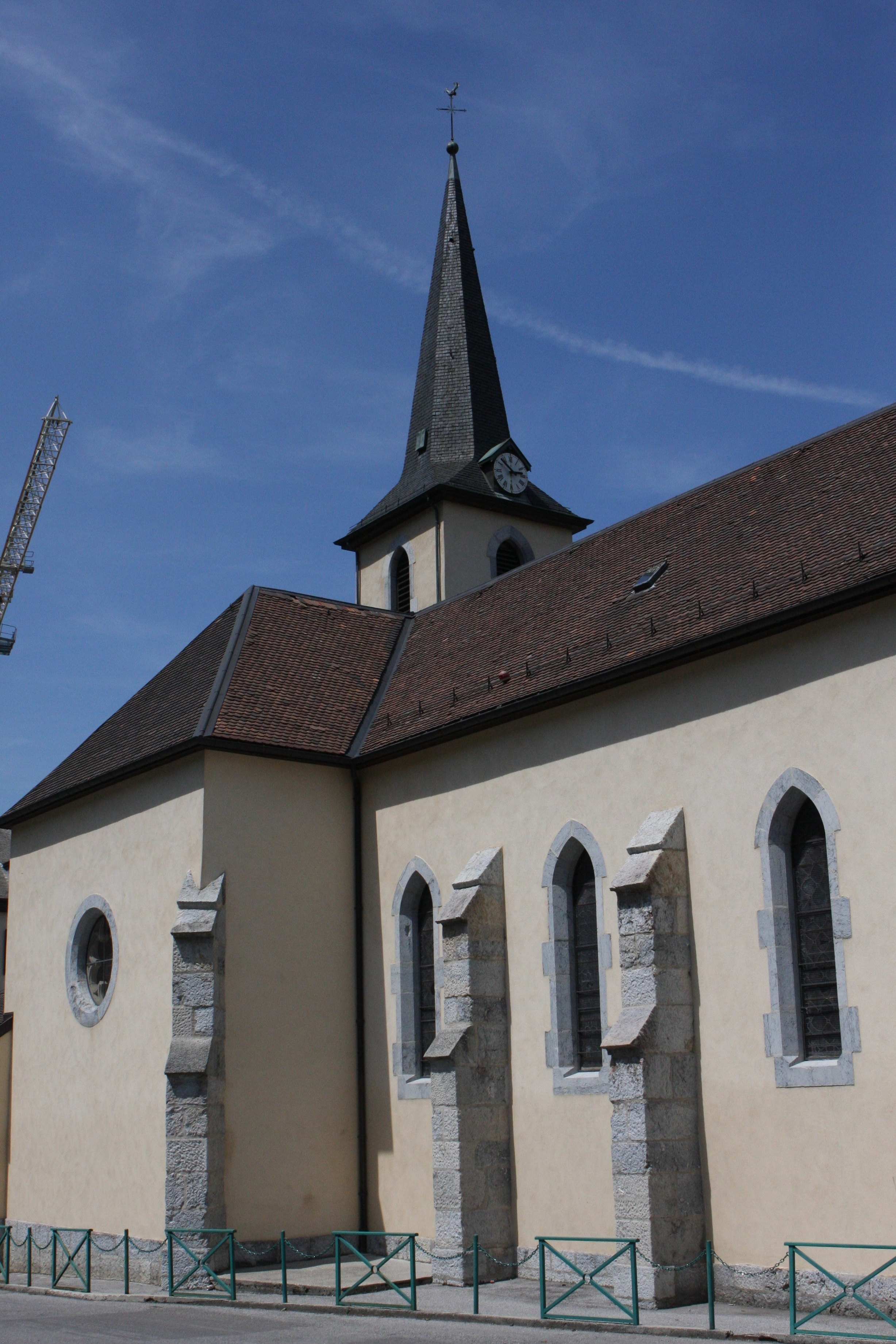
Kirche Saint-Pierre-aux-Liens in Monnetier

Die Kirche Saint-Pierre-aux-Liens in Monnetier stammt ursprünglich aus dem 12. Jahrhundert, wurde aber um 1900 neu erbaut. Auf das 14. Jahrhundert geht die Kapelle Saint-André in Esserts-Salève zurück. Weitere Kapellen stehen in Mornex und in Naz (letztere stammt aus dem 8. Jahrhundert). Von den profanen Bauwerken sind das Château de l’Ermitage aus dem 19. Jahrhundert und das Château de Mornex sowie die Mühlen aus dem 17. Jahrhundert bei Naz zu erwähnen.

## Bevölkerung
| Jahr                       | 1962 | 1968 | 1975 | 1982 | 1990 | 1999 | 2006 |
| Einwohner                  | 1065 | 969  | 1429 | 1530 | 1794 | 1792 | 2006 |
| Quellen: Cassini und INSEE |      |      |      |      |      |      |      |

Mit 2333 Einwohnern (1. Januar 2022) gehört Monnetier-Mornex zu den mittelgroßen Gemeinden des Départements Haute-Savoie. Seit den 1970er-Jahren weist die Gemeinde ein kontinuierliches Bevölkerungswachstum auf.

## Wirtschaft und Infrastruktur
Monnetier-Mornex war bis weit ins 20. Jahrhundert hinein eine vorwiegend durch die Landwirtschaft geprägte Gemeinde. Seit den 1970er-Jahren entwickelte es sich allmählich zu einem attraktiven Wohnort nahe der Zentren Annemasse und Genf. Heute gibt es viele Betriebe des Klein- und Mittelgewerbes. Zahlreiche Erwerbstätige sind Wegpendler, die in den größeren Ortschaften der Umgebung, vor allem im Raum Genf-Annemasse, ihrer Arbeit nachgehen. In Haut Mornex steht die Villa Emanuel, eine evangelische Heimstätte mit dazugehörendem Zeltplatz.
Die Dörfer Monnetier und Mornex sind verkehrsmäßig gut erschlossen. Sie liegen an der Touristenstraße, die von Annemasse über die Höhe des Salève nach Cruseilles führt. Der nächste Anschluss an die Autobahn A40 befindet sich in einer Entfernung von rund vier Kilometern. Bas Mornex besaß einen Bahnhof an der Bahnstrecke Aix-les-Bains–Annemasse.